# Station Font-Romeu-Odeillo-Via
Station Font-Romeu-Odeillo-Via is een spoorwegstation in de Franse gemeente Font-Romeu-Odeillo-Via. Het station ligt aan de spoorlijn Villefranche-Vernet-les-Bains - Latour-de-Carol (in de volksmond de 'Gele trein').